# Larra-Belagua
Koordinaten: 42° 57′ 27″ N, 0° 48′ 5″ W
Larra-Belagua oder Larrabelagua ist ein Wintersportgebiet in den spanischen Pyrenäen. Zwischen einer Seehöhe von 1000 bis 1700 Metern befinden sich vier Einstiegsstellen für Langlaufloipen.

## Lage
Das Wintersportgebiet liegt im gleichnamigen Bergmassiv, das sich als Teil der Pyrenäen im Osten der Region Navarra befindet. Durch das Massiv führt der Col de la Pierre Saint-Martin (1760 m), der als Grenzpass Spanien mit Frankreich verbindet.

## Wintersport
Larra-Belagua umfasst vier Loipennetze. Diese tragen die Namen Mata de Haya (1000 m), El Ferial (1600 m), Bortuzko-Eskilzarra (1400–1500 m) und La Contienda (1700 m) und können über den Col de la Pierre Saint-Martin erreicht werden. Insgesamt umfasst das Wintersportgebiet 15 Loipen mit einer Gesamtlänge von 36,6 Kilometern.

## Radsport
Im Jahr 2023 fand erstmals eine Bergankunft der Vuelta a España in Larra-Belagua statt, wobei sich der Zielstrich auf einer Höhe von 1590 Metern beim Zentrum El Ferial befand. Die Auffahrt wies dabei auf einer Länge von 9,5 Kilometern eine durchschnittliche Steigung von 6,3 % auf. Auf den ersten Kilometern wurden dabei maximale Steigungsprozente von 10 % erreicht, ehe die Straße gegen Ende nach und nach abflachte. Den Etappensieg sicherte sich damals der Belgier Remco Evenepoel, der sich rund 90 Kilometer vor dem Ziel gemeinsam mit dem Franzosen Romain Bardet von der Ausreißergruppe absetzte. Im Schlussanstieg nach Larra-Belagua setzte er sich schlussendlich von seinem Begleiter ab und gewann einen Tag nachdem er seine Ambitionen im Gesamtklassement begraben musste eine anspruchsvolle Pyrenäen-Etappe.
Im Jahr 2025 soll die Vuelta a España auf der 10. Etappe erneut eine Bergankunft in Larra-Belagua austragen. Das Ziel des großteils flachen Abschnitts befindet sich erneut beim Zentrum El Ferial. Der Anstieg gilt als Bergwertung der 1. Kategorie.
| Jahr | Etappe     | Bergwertung  | Fahrer          | Zielankunft |
| ---- | ---------- | ------------ | --------------- | ----------- |
| 2023 | 14. Etappe | 1. Kategorie | Remco Evenepoel | El Ferial   |
| 2025 | 10. Etappe | 1. Kategorie |                 | El Ferial   |

Im Jahr 2007 führte die Tour de France auf der 16. Etappe durch Larra-Belagua, wobei die Bergwertung auf dem höheren Col de la Pierre Saint-Martin abgenommen wurde.